# ショクブン
株式会社ショクブン（英: Shokubun Co., Ltd.）は、愛知県名古屋市守山区向台に本社を置く食材宅配サービス会社である。

## 沿革
- 1977年（昭和52年）12月6日 - 株式会社ヨシケイ愛知として設立[1]。
- 1987年（昭和62年）11月 - 株式会社ショクブンに商号を変更[1]。
- 1994年（平成6年）4月26日 - 日本証券業協会（現・ジャスダック）に株式を店頭登録[1]。
- 1996年（平成8年）5月 - 食の調査研究・献立作成を事業目的とした子会社・株式会社食文化研究所を設立。
- 1998年（平成10年）3月 - 優良フードサービス事業者として農林水産大臣賞受賞。
- 2001年（平成13年）5月 - 東京証券取引所市場第二部及び名古屋証券取引所第二部に株式を上場[1]。
- 2006年（平成18年）5月 - 株式会社バローと資本・業務提携[1]。
- 2010年（平成22年）3月 - 株式会社バローとの資本・業務提携を解消[1]。
- 2013年（平成25年）11月 - 子会社として事業食サービス株式会社を設立。
- 2017年（平成29年）5月 - 株式会社神明と資本業務提携。
- 2021年（令和3年）- 株式会社神明ホールディングスを引当先とする第三者割当増資を実施し、同社の子会社となる[2]。

## 事業所
- 本社（愛知県名古屋市守山区）
- 支社
  - 愛知、三重、岐阜、大阪、京滋
- 営業所
  - 愛知県（守山、安城、一宮、大府、岡崎、小牧、瀬戸、知立、豊田、豊橋、にしお、北、元気（港）、ひまわり（南）、あま、日進、フレッシュセンター（春日井）、ショクブンちた、阿久比）
  - 三重県（三重（鈴鹿）、亀山、桑名、津、伊賀、松阪、四日市）
  - 岐阜県（岐阜、大垣、各務原、多治見、瑞浪）
  - 大阪府（茨木、豊中、大阪東部（寝屋川））
  - 京都府（京都、亀岡、山科）